# Wiedemer Kopf
Le Wiedemer Kopf est une montagne culminant à 2 163 m d'altitude dans les Alpes d'Allgäu. Il est le sommet septentrional d'une crête formée avec le Kreuzkopf. Le Wiedemer Kopf se distingue par sa curieuse stratification. À sa base, au nord-est, se situe le Prinz-Luitpold-Haus.
Le sentier entre l'Edmund-Probst-Haus et le Prinz-Luitpold-Haus contourne le Wiedemer Kopf par les versants nord et ouest. Les faces nord et ouest présentent une voie d'escalade relativement difficile.